# Lincoln H-serie
De Lincoln H-serie was een modelserie uit de topklasse die geproduceerd werd door de Lincoln-divisie van Ford van 1946 tot 1948. De auto's hadden geen modelnaam en werden verkocht als Lincoln, met een aanvullende vermelding van het carrosserietype.

## Historiek
Na een onderbreking ten gevolge van de Tweede Wereldoorlog hervatte Lincoln in januari 1946 de productie van auto's. Het basismodel van de naoorlogse Lincolns was een verbeterde versie van de vooroorlogse Lincoln Zephyr V-12 die tot 1942 geproduceerd werd. De wagen kreeg een facelift met een nieuw radiatorrooster bestaande uit twee chromen roosters die boven elkaar gemonteerd werden. De serienummers van de auto's begonnen met een H, waardoor ze naderhand als de H-serie aangeduid werden.

## Ontwerp
De Lincoln H-serie heeft een opvallend, gebogen silhouet met afgeronde wielkasten en slanke daklijnen. De sedan had een fastback-achterkant. De afgedekte wielkasten achteraan waren een typerend kenmerk. Er werden drie carrosserievarianten aangeboden: een vierdeurs sedan, een tweedeurs coupé en een tweedeurs cabriolet.  De Club Coupe en de Sedan hadden ook een Custom-variant met een betere interieurbekleding en uitrusting. De auto's werden aangedreven door een 4,8-liter V12-motor met een vermogen van 130 pk, gekoppeld aan een handgeschakelde drieversnellingsbak.

## Fotogalerij

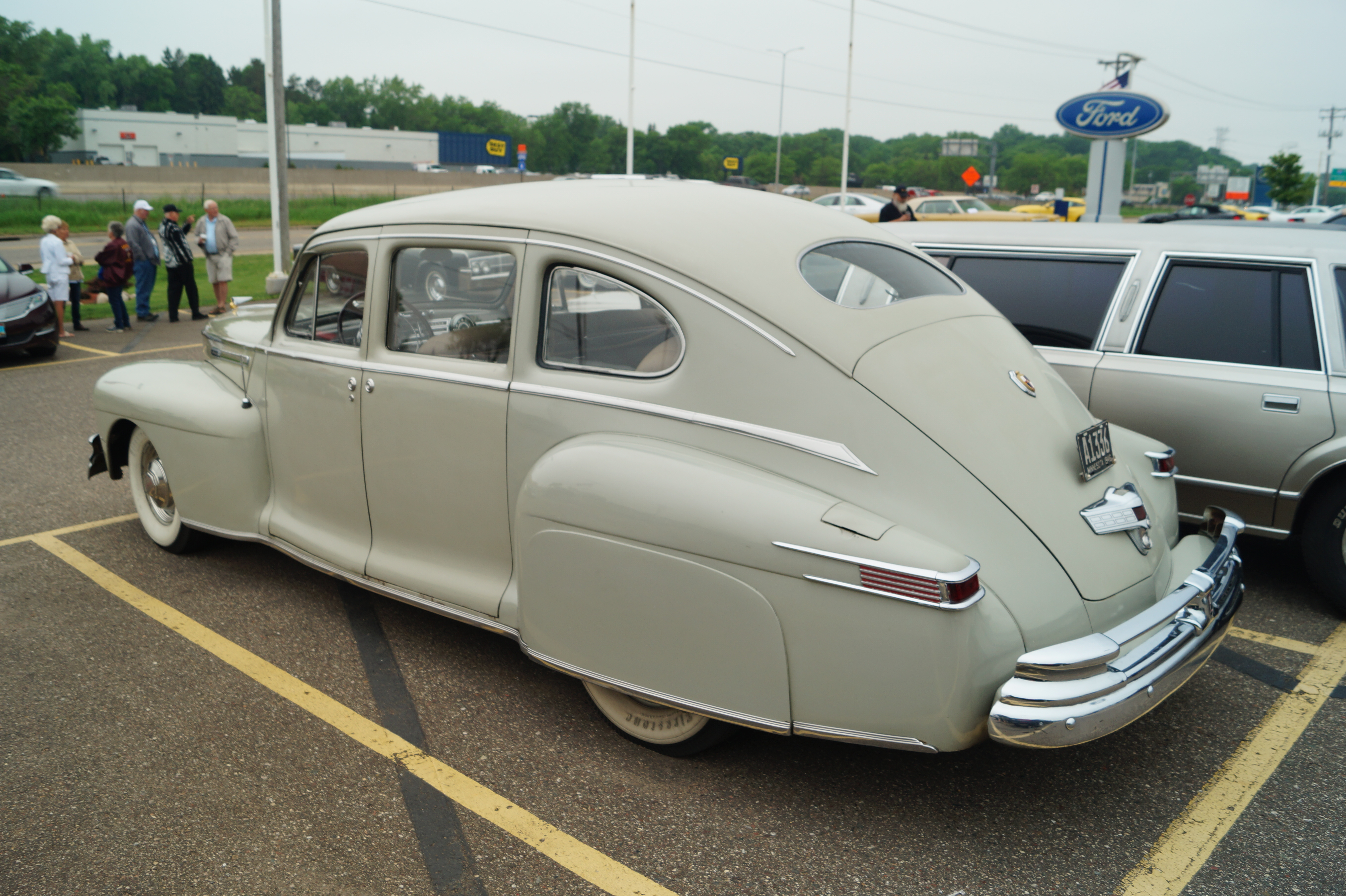
Lincoln Sedan (1946), achteraanzicht
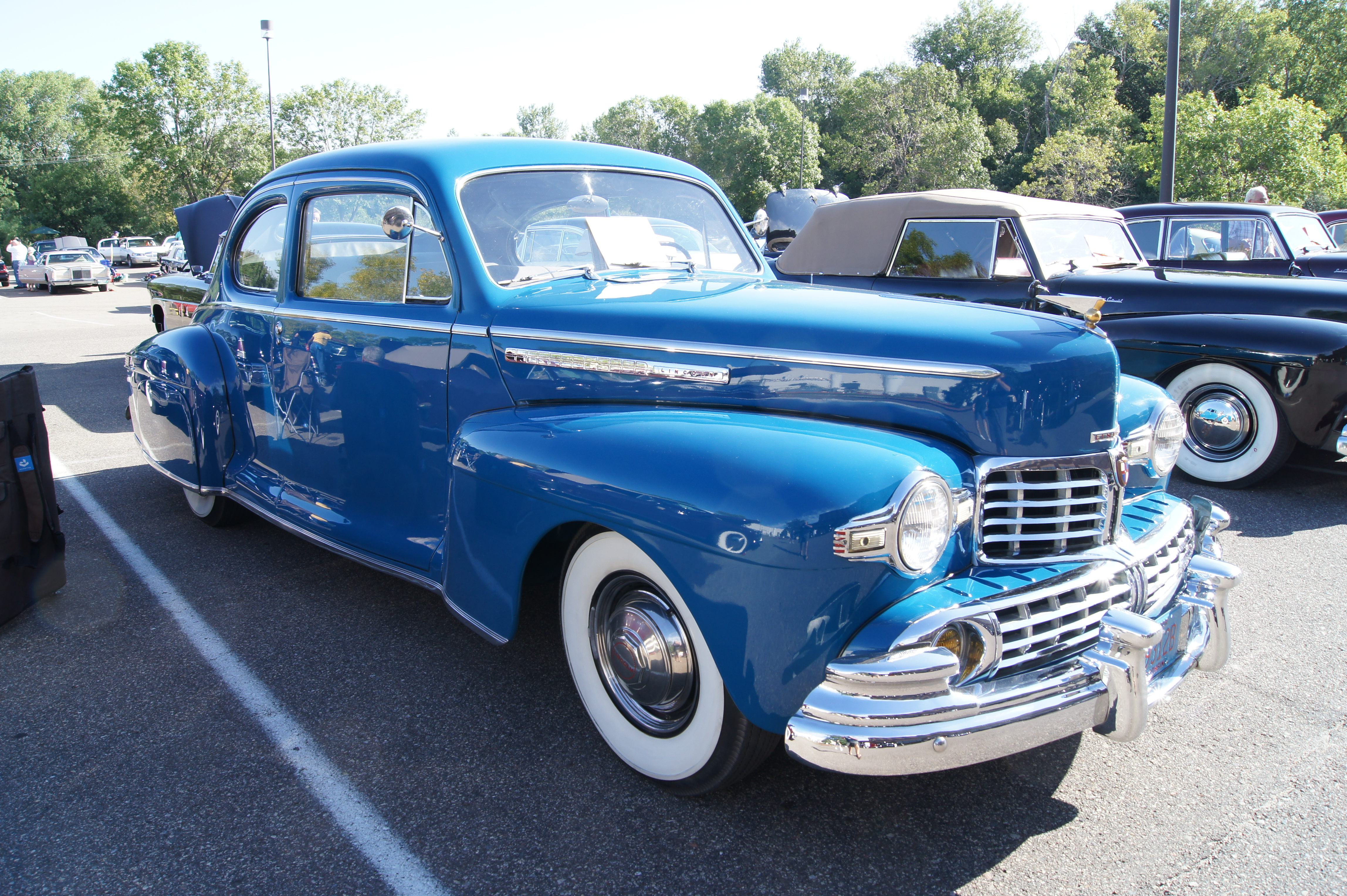
Lincoln Club Coupe (1946)
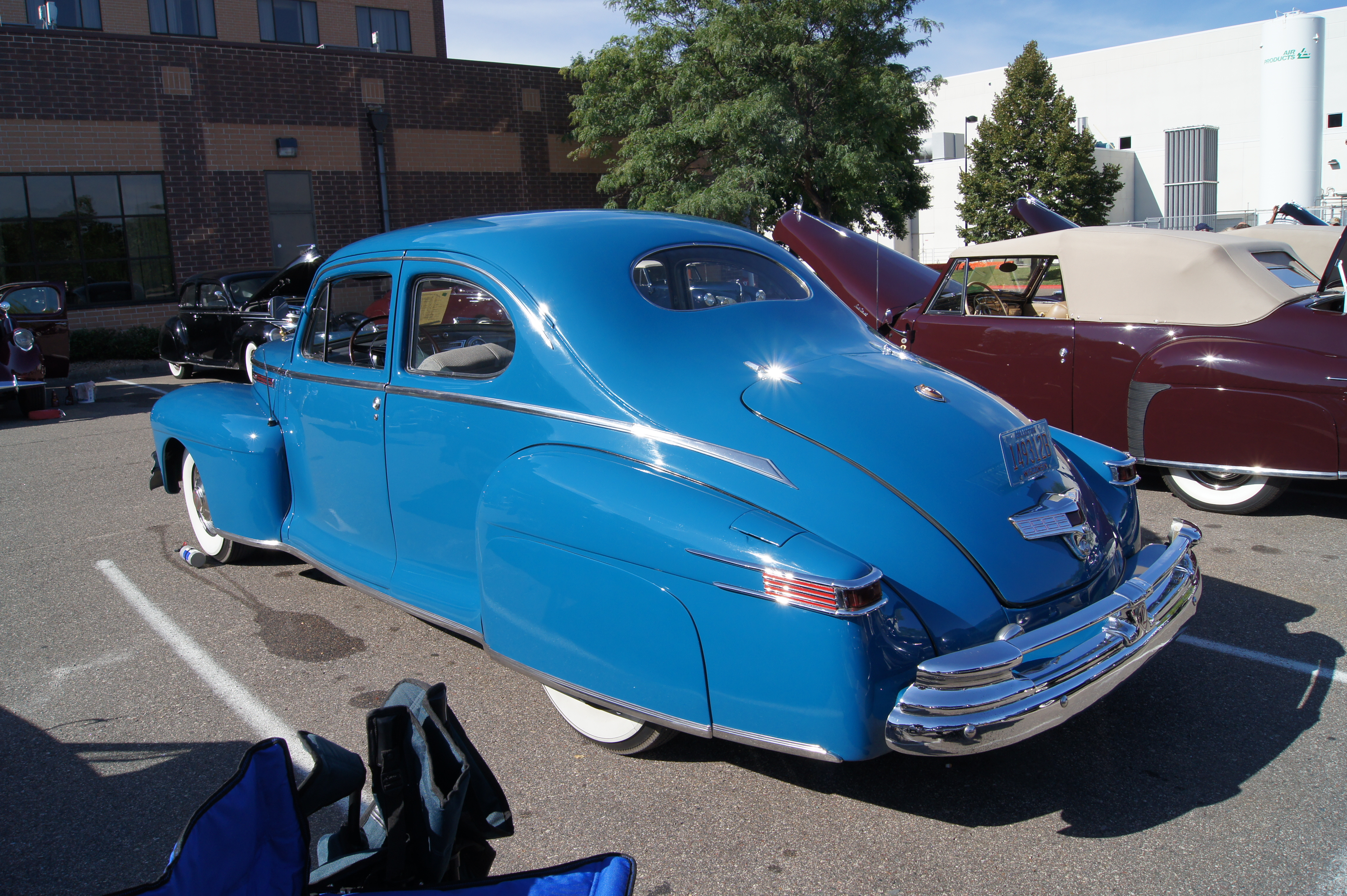
Lincoln Club Coupe (1946), achteraanzicht